# Gregorio Miguel Valenzuela Fajardo
Gregorio Miguel de Valenzuela Fajardo y Caicedo (Bogotá 1638 - Colombia siglo XVII) fue un político neogranadino.
Nacido en Santafé de Bogotá. Fue un capitán, alcalde Ordinario (primer y segundo voto) de Santafé de Bogotá en el Nuevo Reino de Granada y en el Virreinato de la Nueva Granada entre 1714 y 1718.
Trabajó en el tribunal de cuentas de santafé,
Casado con Eufrasia de Olmos y Zapiain, encomendera de Chocontá e hija del también alcalde Fernando de Olmos y Salcedo.